# Tainia ponggolensis
Tainia ponggolensis là một loài thực vật có hoa trong họ Lan. Loài này được (A.L.Lamb ex H.Turner) J.J.Wood & A.L.Lamb mô tả khoa học đầu tiên năm 2008.